# Élections législatives tasmaniennes de 2021
Les élections législatives tasmaniennes de 2021 ont lieu le 1er mai 2021 afin de renouveler les 25 sièges de l'Assemblée de l'État australien de Tasmanie. Organisées de manière anticipée, les élections ont lieu en même temps que celles de la chambre haute tasmanienne pour la première fois de son histoire.
Si les espoirs du Parti libéral d'accroitre sa majorité sont déçus, celui ci remporte malgré tout le scrutin en conservant une majorité absolue des sièges pour un troisième mandat consécutif, une première dans l’État.

## Contexte

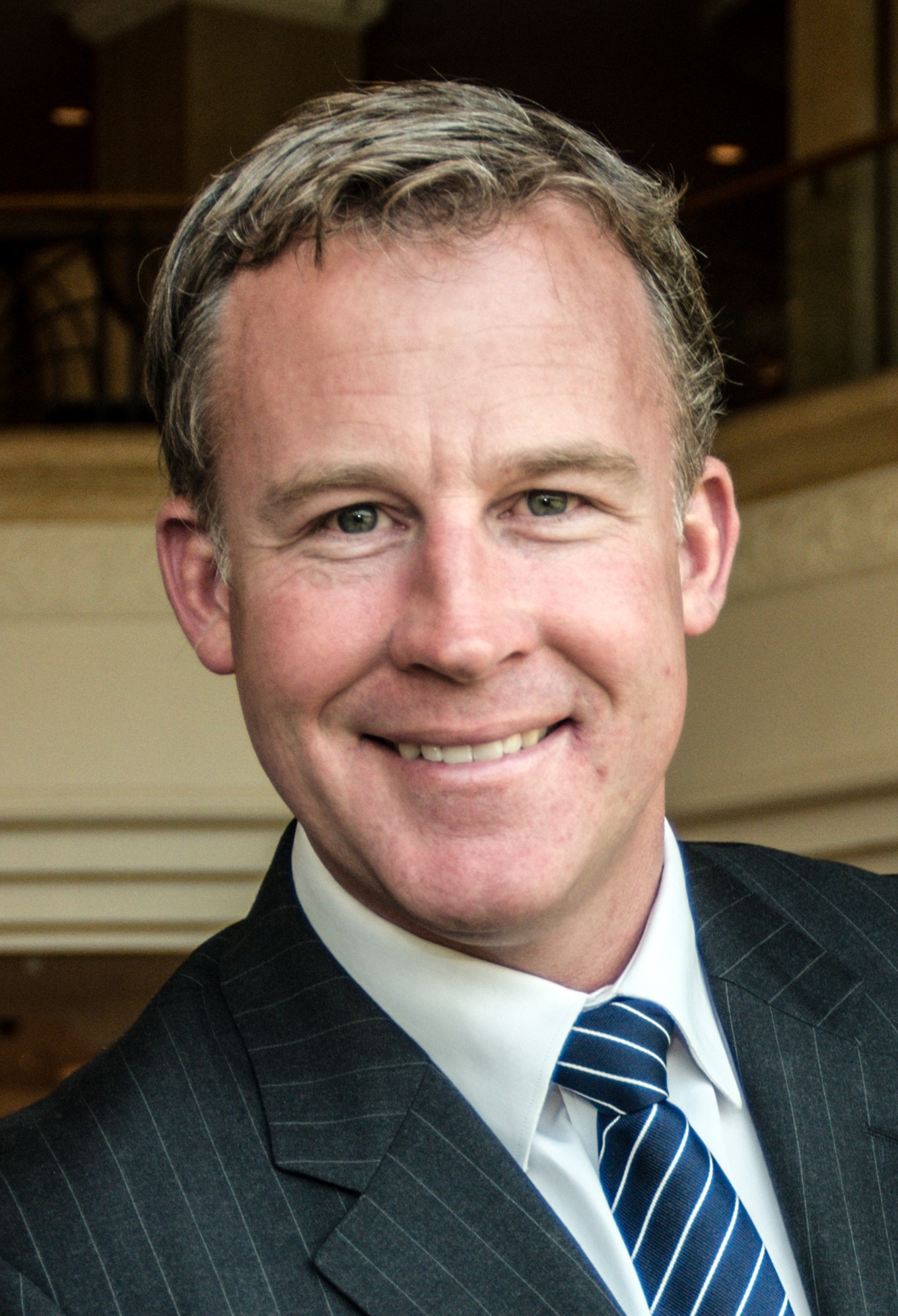
Will Hodgman.

Les élections de mars 2018 voient la victoire du Parti libéral du Premier ministre Will Hodgman. Malgré un léger recul en termes de suffrages qui lui vaut la perte de deux sièges, le parti Libéral conserve la majorité absolue des suffrages et des sièges, permettant au gouvernement sortant de se maintenir. Un tel maintien au pouvoir deux mandats de suite des libéraux n'avait pas eu lieu en Tasmanie depuis vingt deux ans. Le parti libéral devient également le troisième gouvernement conservateur à être réélu avec une majorité absolue des suffrages depuis les scrutins de 1931 et 1986, tandis que l'Assemblée de Tasmanie devient la première assemblée d'Australie à être composée d'une majorité de femmes, treize d'entre elles ayant été élues sur un total de 25 membres.
Le caractère ténu de la majorité sortante est cependant directement mis au grand jour avec la défaite du candidat du parti à la présidence de la chambre, au profit de la libérale Sue Hickey, soutenue par les travaillistes et les verts. Bien qu'assurant le gouvernement de son vote de soutien sans participation, la députée déclare son intention de voter en sa libre conscience lors des votes de lois ordinaires. Plusieurs lois sont ainsi votées ou rejetées à l'encontre de la position du gouvernement grâce au vote crucial d'Hickey,. Cette situation prend néanmoins fin en septembre 2019 avec le retrait de la vie politique du député travailliste Scott Bacon, sa remplaçante Madeleine Ogilvie ayant quitté le parti pour siéger en tant qu'indépendante. Ses positions favorables aux libéraux mettent fin à la position de vote clé de la présidente de la chambre, dans le contexte de conflits au sein même de l'opposition entre les travaillistes et les verts.
À la surprise quasi-générale, Will Hodgman annonce le 14 janvier 2020 son retrait de ses fonctions de Premier ministre, de chef du parti libéral et de député afin de se consacrer pleinement à sa famille, citant l'impact de ses dix-sept années de vie publique sur cette dernière. Si le départ d'Hodgman pour ces raisons faisait déjà l'objet de rumeurs, celui ci n'était pas attendu avant les prochaines élections en 2022 et surprend jusque ses plus proches collaborateurs.
Le 20 janvier suivant, Peter Gutwein est élu à l'unanimité chef du parti libéral, avant de prendre la succession d'Hodgman au poste de Premier ministre le jour même. Un peu plus d'un an plus tard, le 26 mars 2021, Gutwein annonce la convocation d'élections anticipées.
La présidente de l'assemblée Sue Hickey se voit signifiée trois jours auparavant qu'elle ne bénéficiera pas de la nomination du parti libéral lors des élections à venir, conduisant celle-ci à déclarer son départ du parti et sa candidature en tant qu'indépendante. Dans le même temps le 28 mars, Madeleine Ogilvie annonce rejoindre le parti libéral. Toutes deux se présentent alors dans la même circonscription, celle de Clark.

## Système électoral

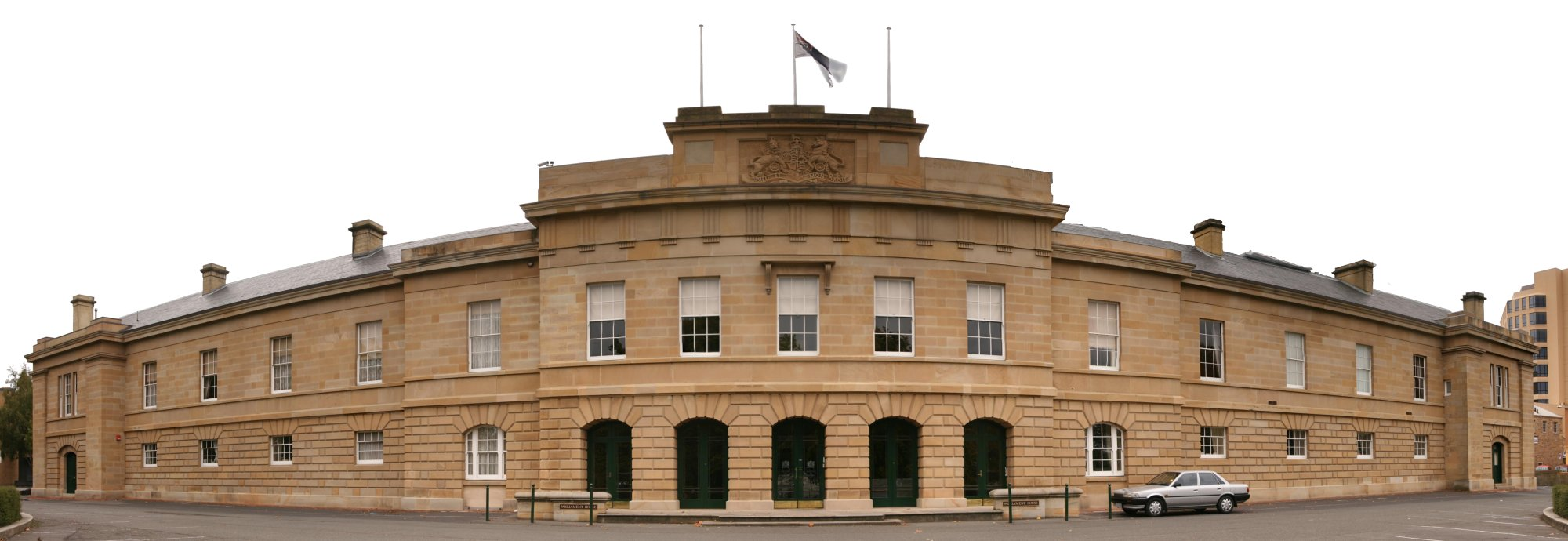
Le bâtiment de l'assemblée à Hobart.

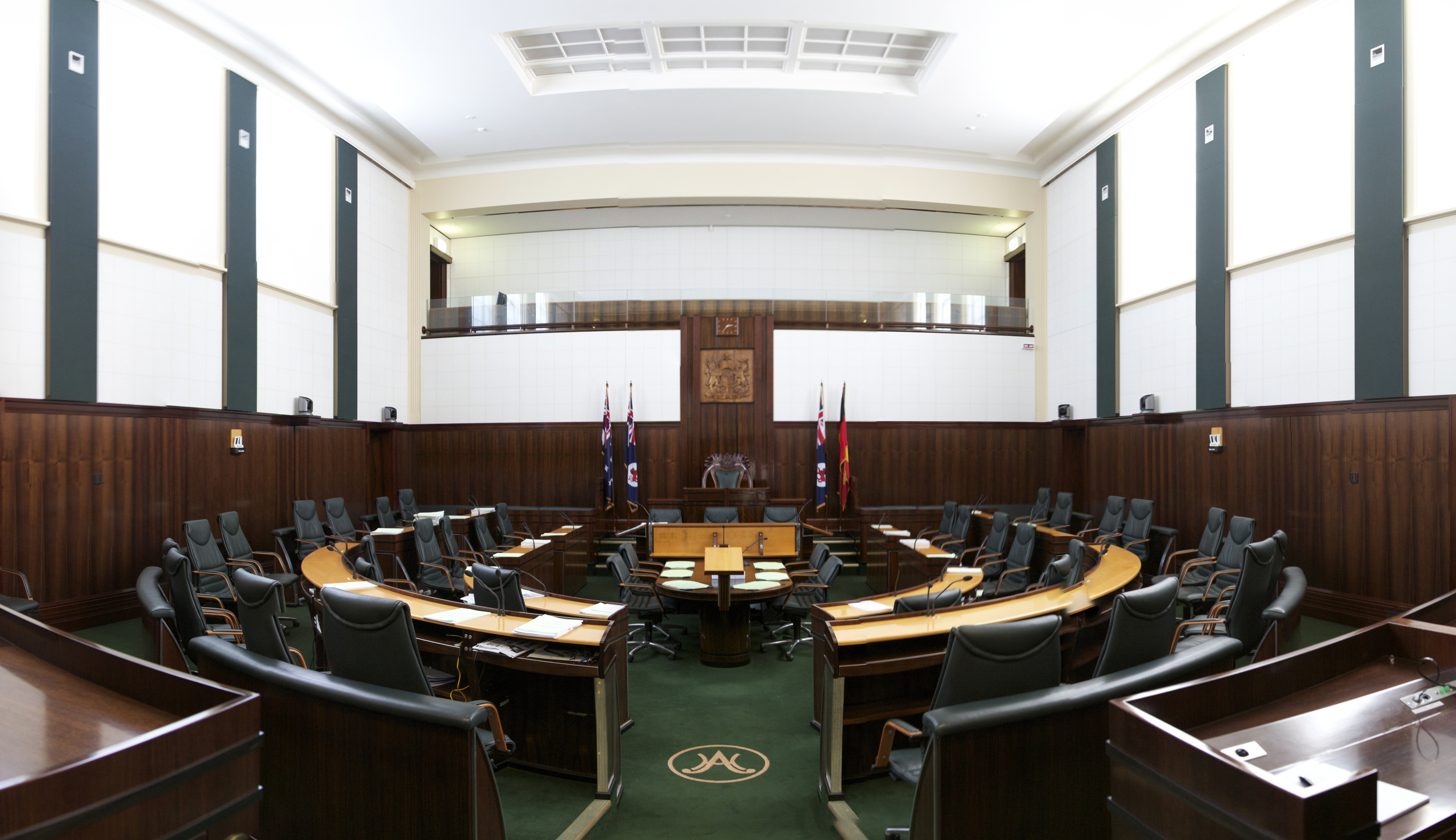
Intérieur de l'assemblée.

L'Assemblée de Tasmanie est la chambre basse du parlement bicaméral tasmanien. Elle est dotée de 25 sièges pourvus pour quatre ans à l'aide d'une forme modifiée du scrutin à vote unique transférable dans cinq circonscription électorales de cinq sièges chacune. Le scrutin utilisé, à finalité proportionnelle, est connu sous le nom de système électoral de Hare-Clark : les électeurs classent au moins autant de candidats que de sièges à pourvoir par ordre de préférences en écrivant un chiffre à côté de chacun de leurs noms sur le bulletin de vote, 1 étant la première préférence. 
Dans la pratique, les candidats sont regroupés sur le bulletin de vote par partis, et les électeurs peuvent librement sélectionner l'ensemble des candidats de ce parti ou en sélectionner des candidats de partis différents. Les partis ne sont pas contraints de présenter autant de candidats que de sièges à pourvoir, et dans le cas de petits partis tendent à en présenter un nombre restreint afin de limiter la dispersion des voix de leurs électeurs. Contrairement à d'autres parties de l'Australie, les partis ne peuvent distribuer de pamphlet à l'entrée des bureaux de vote indiquant aux électeurs comment répartir leurs voix pour les soutenir.
Au moment du dépouillement, il est d'abord établi le quota de voix à atteindre par un candidat pour obtenir un siège en divisant le nombre de votes valides plus un par le nombre de sièges à pourvoir plus un. Les premières préférences sont d'abord comptées et le ou les candidats ayant directement atteint le quota sont élus. Pour chaque candidat élu, les secondes préférences de ses électeurs sont ajoutés au total des voix des candidats restants, permettant éventuellement à ces derniers d'atteindre à leur tour le quota. Si aucun candidat n'a atteint le quota dans la circonscription, ou qu'il reste des sièges à pourvoir après attribution des secondes préférences, le candidat arrivé dernier est éliminé et ses secondes préférences attribuées aux candidats restants. Si un candidat est élu ou éliminé et que ses secondes préférences vont à un candidat lui-même déjà élu ou éliminé, les préférences suivantes sont utilisées, et ainsi de suite. L'opération est renouvelée jusqu'à ce qu'autant de candidats que de sièges à pourvoir atteignent le quota. La particularité du système de Hare-Clark tient au calcul de la répartition de ces secondes préférences : celles-ci sont ainsi divisées par le nombre total de premières préférences du candidat déjà élu. La répartition des sièges est ainsi faite à l'avantage des électeurs qui ne sont pas déjà représentés à l'assemblée par leur premier choix, ce qui, dans un système de parti, tend à une répartition proportionnelle. Cette proportionnalité du système électoral n'est cependant possible qu'en présence d'un grand nombre de préférences secondaires, au risque en leur absence de se transformer en scrutin majoritaire plurinominal. L'électeur doit par conséquent obligatoirement indiquer un minimum de cinq préférences. À défaut, son bulletin est considéré comme nul,.

## Forces en présences
Les formations ci-dessous sont les branches territoriales des partis nationaux.
| Parti Nom en anglais | Parti Nom en anglais                | Idéologie                                                  | Chef de file   | Résultat en 2018            |
| -------------------- | ----------------------------------- | ---------------------------------------------------------- | -------------- | --------------------------- |
|                      | Parti libéral Liberal Party         | Centre droit Libéral-conservatisme, libéralisme économique | Peter Gutwein  | 50,26 % des voix 13 députés |
|                      | Parti travailliste Labor Party      | Centre gauche Social-démocratie, progressisme              | Rebecca White  | 32,63 % des voix 10 députés |
|                      | Verts australiens Australian Greens | Gauche Écologie politique                                  | Cassy O'Connor | 10,30 % des voix 2 députés  |

## Sondages
Le graphique qui aurait dû être présenté ici ne peut pas être affiché car il utilise l'ancienne extension Graph, désactivée pour des questions de sécurité. Des indications pour créer un nouveau graphique avec la nouvelle extension Chart sont disponibles ici.

## Résultats
|                           |                                     |         |       |      |        |               |  |  |  |
| Partis                    | Partis                              | Voix    | %     | +/-  | Sièges | +/-           |  |  |  |
|                           | Parti libéral                       | 166 315 | 48,72 | 1,54 | 13     | en stagnation |  |  |  |
|                           | Parti travailliste                  | 96 264  | 28,20 | 4,43 | 9      | 1             |  |  |  |
|                           | Verts australiens                   | 42 250  | 12,38 | 2,38 | 2      | en stagnation |  |  |  |
|                           | Chasseurs, pêcheurs et agriculteurs | 10 369  | 3,04  | 0,76 | 0      | en stagnation |  |  |  |
|                           | Justice pour les animaux            | 4 782   | 1,40  | Nv   | 0      | en stagnation |  |  |  |
|                           | Fédération australienne             | 154     | 0,05  | Nv   | 0      | en stagnation |  |  |  |
|                           | Indépendants                        | 21 216  | 6,22  | 5,14 | 1      | 1             |  |  |  |
|                           |                                     |         |       |      |        |               |  |  |  |
| Votes valides             | Votes valides                       | 341 350 | 94,87 |      |        |               |  |  |  |
| Votes blancs et invalides | Votes blancs et invalides           | 18 455  | 5,13  |      |        |               |  |  |  |
| Total                     | Total                               | 359 805 | 100   | –    | 25     | en stagnation |  |  |  |
| Abstentions               | Abstentions                         | 34 627  | 8,78  |      |        |               |  |  |  |
| Inscrits / participation  | Inscrits / participation            | 394 432 | 91,22 |      |        |               |  |  |  |

## Analyse

Résultats par circonscription

Les élections voient la victoire du Parti libéral qui conserve la majorité absolue avec treize sièges sur vingt cinq. C'est la première fois que le Parti libéral parvient à être reconduit pour un troisième mandat consécutif en Tasmanie. Le parti est par ailleurs renforcé par la défaite de la candidature dissidente de Sue Hickey dans la circonscription de Clark, et la victoire de Madeleine Ogilvie dans cette même circonscription après son ralliement,.
Si le résultat du scrutin n'est pas à la hauteur des espérances du Premier ministre Peter Gutwein, qui ne parvient pas à imiter le succès post pandémique des Premiers ministres travaillistes des états du Queensland et d'Australie-Occidentale malgré une popularité personnelle élevée — Gutwein est en effet réélu dans la circonscription de Bass avec plus de 29 000 votes préférentiels, soit près du double de son résultat en 2018 —, la défaite du parti travailliste est néanmoins actée. Sa dirigeante Rebecca White annonce dans la foulée son retrait prochain de la présidence du parti, et son soutien à David O'Byrne pour successeur.